# جمعیت‌شناسی ایران

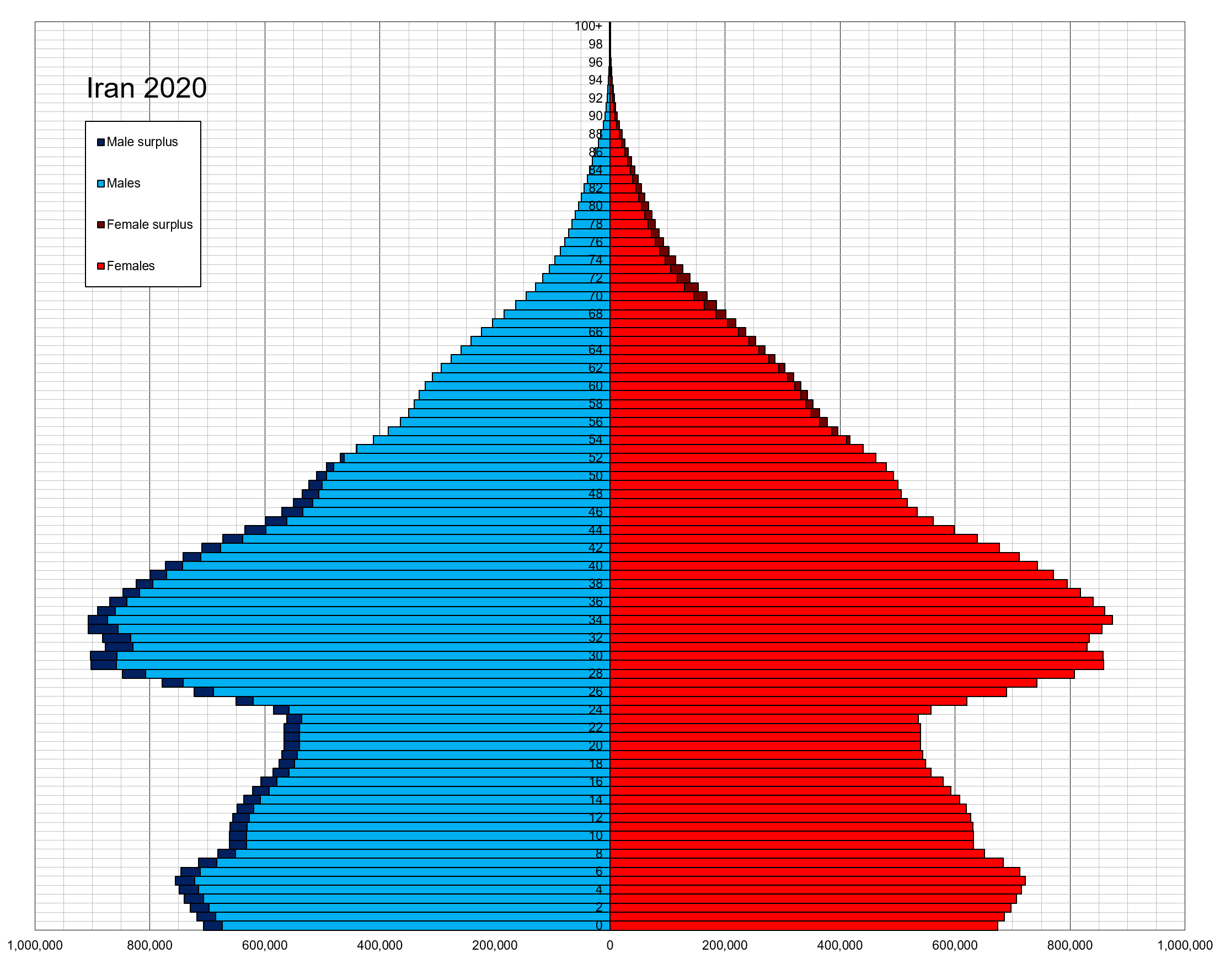
هرم جمعیت ایران در سال ۲۰۲۰

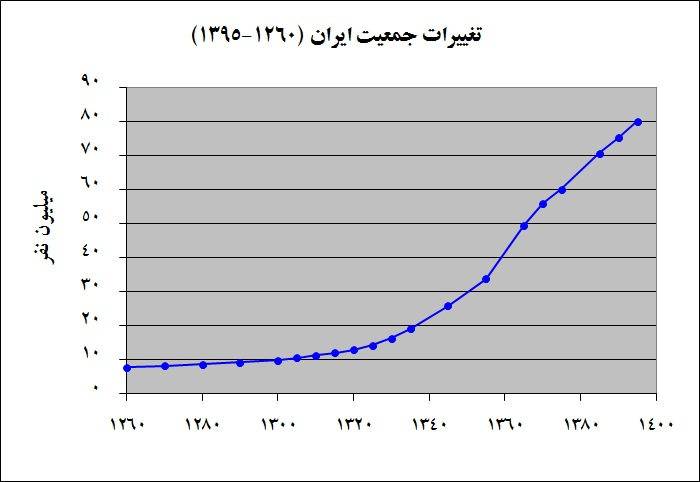
آمار جمعیت ایران میان سال‌های ۱۲۶۰ تا ۱۳۹۵ هجری شمسی

زبان‌ها، قوم‌ها و دین‌های عمده در ایران

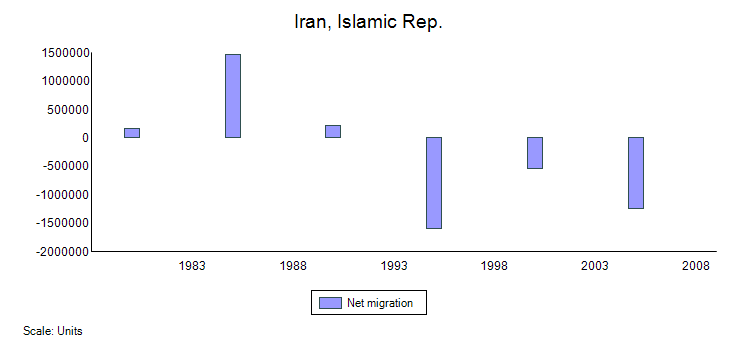
نرخ مهاجرت خالص (۱۹۷۹–۲۰۰۸) مقدار مثبت نشان‌دهندهٔ ورود بیشتر از خروج است.

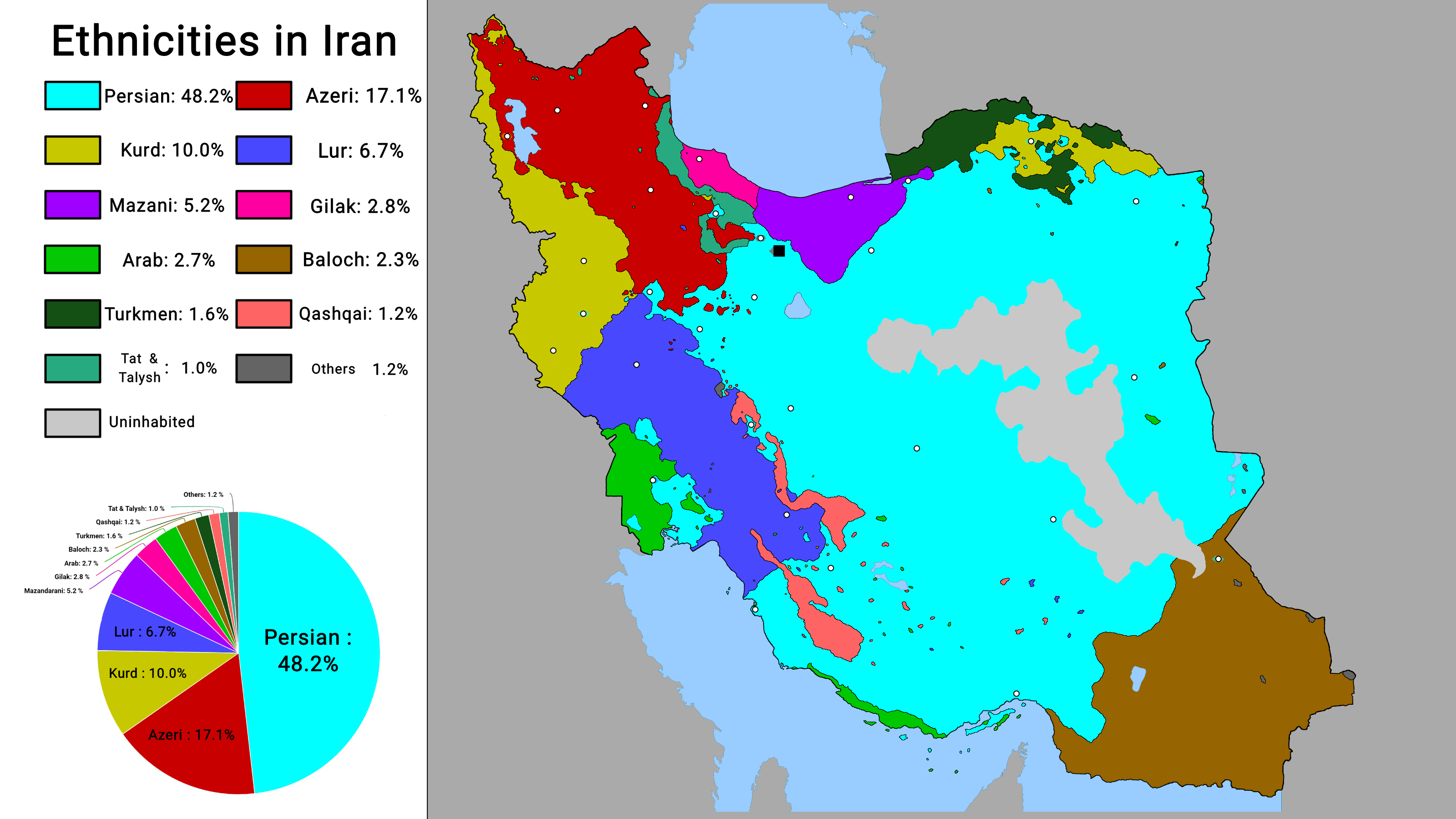
پراکندگی اقوام در ایران

مردم ایران ساکنان کشور ایران در باختر آسیا هستند که جمعیت آن طبق آمار ورلد مترز در سال ۲۰۲۴ به ۹۱,۹-۹۰ میلیون تن، سازمان جهانی بهداشت، بانک جهانی
بر پایهٔ آمار سال ۱۳۹۸، جمعیت ایران در حدود یک سده، ۸ برابر شده است. هرچند که در دهه‌های اخیر، باروری در این کشور کاهش داشته و حرکت جمعیت به سوی سالخوردگی است. میان سال‌های ۱۳۳۵ تا ۱۳۹۵، هر سال به‌طور میانگین، یک میلیون تن به جمعیت ایران افزوده شد. میزان کلی باروری در این کشور، نزدیک به ۲٫۱ است. بر اساس آمار سال ۲۰۱۸ میلادی گروه بانک جهانی، رشد جمعیت سالانهٔ ایران، ۱٫۴ درصد بوده است. آمار سال ۲۰۲۰ نیز اعلام می‌کند که میزان زاد ولد ۱۶٫۳ در هر ۱۰۰۰ تن و میزان مرگ‌ومیر ۵٫۳ در هر ۱۰۰۰ تن بوده است؛ بر پایه همین آمار، نسبت جنسی نیز ۱۰۲٫۸ مرد به ازای هر ۱۰۰ زن بود. مناطق شهری تهران، مشهد، اصفهان، کرج، شیراز و تبریز، به ترتیب، بزرگ‌ترین کانون‌های جمعیتی ایران هستند.
همچنین، بر پایهٔ سرشماری همگانی در آبان ۱۳۹۵، جمعیت این کشور ۷۹٬۹۲۶٬۲۷۰ میلیون تن، تراکم جمعیت در هر کیلومتر مربع ۴۸٫۵ تن، و میانگین رشد سالانهٔ جمعیت معادل ۱٫۲ درصد بوده است. در چند سال اخیر، رشد موالید نزدیک ۱٫۴ درصد بوده و در سال ۱۳۹۲ یک‌میلیون و ۴۷۱ هزار و ۸۳۴ موالید به ثبت رسیده است. بر پایهٔ سرشماری سال ۱۳۹۵ دارای ۷۹٬۹۲۶٬۲۷۰ تن جمعیت (هجدهم درجهان) است که شامل ۷۸٬۱۶۶٬۸۲۲ ایرانی، ۱٬۵۸۳٬۹۷۹ افغانستانی، ۳۴٬۵۳۲۰ عراقی، ۱۴۰٬۳۲۰ پاکستانی، ۷۱٬۳۱۰ ترکیه ای، ۲۰۸٬۰۴۴ سایر کشورها و ۱۰۵٬۰۶۰ اظهار نشده می‌باشد. نزدیک یک و نیم تا دو میلیون تن اتباع غیرمجاز افغانستانی و ایرانیان خارج از کشور که بین سه تا شش میلیون تن برآورد می‌شوند، لحاظ نشده‌اند و در برخی مناطق شرقی و جنوبی ایران هم گروه زیادی بدون شناسنامه و مدارک هویتی هستند.

## وضعیت فعلی

### سال ۱۴۰۲
بر اساس اعلام وزارت کشور و سازمان ثبت احوال ایران در سال ۱۴۰۲ میزان ولادت و وفات به شرح زیر است:
۱۰۵۷۹۴۸ولادت
۴۴۲۲۱۳ وفات
بیشترین میزان ولادت‌ها مربوط به استان تهران با تعداد ۱۳۱هزار و ۱۷۶ نوزاد و کمترین آن مربوط به استان سمنان با تعداد ۶هزار و۹۰۷ نوزاد بوده است.
میانگین سن مادر و پدر در اولین فرزندآوری در کل کشور در ۹ ماهه امسال به ترتیب برابر با ۲۷٫۳ سال و ۳۲٫۱ سال بوده است.
به گزارش مرکز رصد جمعیت کشور برای مادران مقدار این شاخص در نقاط شهری ۲۸٫۱ سال و در نقاط روستایی ۲۴٫۴ سال است. بیشترین میانگین سنی مادران در اولین فرزندآوری، در بین استان‌ها مربوط به استان تهران با ۳۰٫۳ سال و کمترین آن مربوط به استان سیستان و بلوچستان با ۲۲٫۷ سال است.
بر اساس این گزارش میانگین سن پدر در هنگام تولد اولین فرزند در نقاط شهری برابر با ۳۲٫۶ سال و در نقاط روستایی برابر با ۲۹٫۹ سال بدست آمده است. بیشترین میانگین سن پدر در اولین فرزندآوری مربوط به استان تهران با رقم ۳۴٫۵ سال و کمترین آن مربوط به استان سیستان و بلوچستان با ۲۷٫۱ سال است.
بر اساس اطلاعات موجود در سازمان ثبت احوال کشور در ۹ ماهه امسال مردان ۵۶٫۴ درصد و زنان ۴۳٫۶ درصد از ثبت فوت‌ها را به خود اختصاص داده‌اند که این میزان در مدت مشابه سال قبل ۵۶٫۹ درصد برای مردان و ۴۳٫۱ درصد برای زنان بوده است.
آمارهای ثبت شده در سازمان ثبت احوال کشور نشان می‌دهد در مقابل هر ۱۲۹ مرد فوت شده، ۱۰۰ زن فوت شده‌اند. همچنین در مقایسه ۹ ماهه امسال با مدت مشابه سال قبل ثبت فوت مردان ۰٫۵ درصد افزایش و زنان ۰٫۵ درصد کاهش داشته است.
در ۹ ماهه سال ۱۴۰۲ نیز تعداد ۳۲۱۷۹۳ رویداد فوت به ثبت رسیده است که این میزان نسبت به مدت مشابه سال قبل با تعداد ۳۱۳۸۱۷ رویداد فوت ثبت شده، ۲٫۵ درصد افزایش را نشان می‌دهد.
وضعیت نسبت به سال ۱۴۰۱ بهتر ولی نسبت به میانگین سال‌های اخیر همچنان موالید تا سطح جانشینی فاصله دارد.

### سطح جانشینی
مدیرکل دفتر جمعیت مرکز آمار ایران گفت: آخرین برآوردها نشان داد که جمعیت ۲۳ استان کشور کمتر از سطح جانشینی بوده و تنها ۸ استان دارای نرخ باروری بالاتر از سطح جانشینی بوده‌اند و ۹ میلیون و ۸۰۰ هزار نفر جمعیت جوان مجرد در سن متعارف ازدواج داریم. وی ادامه داد: تعداد خانوار در کشور، ۲۶ میلیون است که با احتساب جمعیت و خانوار، متوسط تعداد افراد در خانوار یا شاخص بُعد خانوار در کشور ما در حدود ۳٫۲ نفر برآورد می‌شود که نسبت به سال ۱۳۹۵ که ۳٫۳ نفر بود، ۰٫۱ کاهش داشته است.
محزون در اشاره به نرخ رشد جمعیت خاطرنشان کرد: بر اساس بررسی‌های کارشناسی، نرخ رشد طبیعی جمعیت در سال ۱۳۹۹ بین ۰٫۷۱ تا ۰٫۷۶ درصد بوده که رقم قابل‌توجهی کمتر از یک درصد برآورد شده است و نرخ رشد طبیعی جمعیت به زیر یک درصد کاهش پیدا کرده است؛ نرخ باروری یعنی متوسط تعداد فرزندان به‌ازای هر خانم در سن باروری نیز در سال ۹۸، ۱٫۷۷ فرزند به‌ازای هر زن بوده است، برای خانم‌های ایرانی این نرخ ۱٫۷۴ فرزند است، این اختلاف به‌خاطر اتباع غیرایرانی ساکن در کشور است.
آخرین برآوردهای نرخ باروری در سال ۱۳۹۸ نشان داد که جمعیت ۲۳ استان کشور کمتر از سطح جانشینی بوده است و تنها ۸ استان دارای نرخ باروری بالاتر از سطح جانشینی بوده‌اند، استان‌های سیستان و بلوچستان، خراسان جنوبی و شمالی و رضوی، خوزستان، هرمزگان، گلستان و یزد نرخی بالاتر از سطح جانشینی داشته‌اند. مدیرکل دفتر جمعیت مرکز آمار ایران تصریح کرد: آمار زنان در سن باروری که به سنین ۱۵ تا ۴۹ سال اشاره دارد، نشان می‌دهد که این آمار تا سال ۱۴۰۸ متوقف می‌شود و بعد از آن با کاهش آمار زنان در سن باروری مواجه خواهیم بود.

### نرخ رشد بر پایه استان
رشد منفی جمعیت در دو استان کشور در سال ۱۳۹۵ مشاهده شد. نتایج سرشماری سال ۱۳۹۵ نشان می‌دهد استان‌های همدان با نرخ منهای ۰٫۲۳ و خراسان شمالی با منهای ۰٫۱۱ درصد دارای رشد منفی جمعیت هستند و این ارقام نشان می‌دهد که از جمعیت این استان‌ها کاسته شده است. نرخ رشد جمعیت ایران بر اساس نتایج سرشماری نفوس و مسکن سال ۱۳۹۵ معادل ۱٫۲۴ درصد گزارش شده است. استان‌های خراسان جنوبی با ۳٫۰۲ درصد، هرمزگان با ۲٫۳۹ درصد و البرز با ۲٫۳۷ درصد بیشترین رشد جمعیت را در میان استان‌های کشور به خود تخصیص داده‌اند.
همچنین از مجموع ۳۱ استان کشور، تنها ۶ استان بیش از ۲ درصد رشد جمعیت دارند و ۱۳ استان کشور بین یک تا ۱٫۹۹ درصد و ۱۰ استان کشور رشد زیر یک درصد دارند، ۲استان کشور هم دارای رشد منفی هستند. رشد جمعیت در استان تهران ۱٫۷۲ درصد است. طی دوره ۹۵–۱۳۹۰ چهار میلیون و ۷۷۶هزار و ۶۰۱نفر به جمعیت کشور اضافه شد که به‌طور متوسط سالانه ۹۵۵هزار و ۳۲۰ نفر می‌شود. طی سال‌های ۹۰–۱۳۸۵ تعداد چهار میلیون و ۶۵۳هزار و ۸۸۷ نفر (سالانه ۹۳۰هزار و ۷۷نفر) به جمعیت کشور اضافه شده بود.

### پیرترین استان‌ها
استان‌های گیلان، مازندران و آذربایجان شرقی پیرترین استان‌های کشور هستند. سیستان و بلوچستان، بوشهر و کرمان جوان‌ترین استان‌های کشور هستند.
گیلان از نظر نرخ سالمندی در کشور، سرآمد است. در آماری که پیش‌تر در همایش ملی سالمندی در استان ارائه شد، گیلان با ۳ درصد نرخ سالمندی بالاتر از میانگین کشوری، سالمندترین استان معرفی شد، اما آنچه در سال‌های اخیر بیشتر از آن به‌عنوان تهدید یادشده، کاهش نرخ ولادت و بی‌علاقگی مردم استان به فرزندآوری بوده است.
سالمندی جمعیت در مازندران طی سال‌های اخیر با شتاب بیشتری نسبت به بسیاری از استان‌ها رشد کرد؛ به‌طوری که مازندران پس از گیلان دومین استان سالمند کشور محسوب می‌شود. طبق آمارهای رسمی اکنون ۱۲٫۱ درصد از جمعیت ۳ میلیون‌و ۳۰۰ هزار نفری مازندران را سالمندان تشکیل می‌دهند که حدود ۲٫۵ درصد بیشتر از میانگین جمعیت سالمند کشور است. هم‌اکنون حدود ۴۰۳ هزار سالمند در مازندران زندگی می‌کنند که زنان با سهم ۲۰۷ هزار نفری، سهم بیشتری از این جمعیت سالمند دارند.
آذربایجان‌شرقی در ۲۰سال گذشته روند سریعی را در سالمندی طی کرده و در آخرین بررسی‌های انجام شده و طبق اعلام مسئولان ثبت احوال، بین ۵استان سالمند کشور قرار دارد. این استان حدود۵۰۰هزار نفر سالمند بالای۶۰سال دارد که بنابر پیش‌بینی مسئولان این جمعیت در حال افزایش است. رئیس سازمان مدیریت و برنامه‌ریزی آذربایجان‌شرقی با اشاره به جمعیت سالمندی در استان می‌گوید که بخشی از این نسبت سالمندی جمعیت نشات گرفته از مهاجرت جوانان است که نسبت جمعیت را تغییر می‌دهد و تعادل به هم می‌خورد. آذربایجان‌شرقی یکی از مهاجرفرست‌ترین استان‌هاست.

### جوان ترین استان ها
استان‌های استان سیستان و بلوچستان، خراسان جنوبی، خوزستان و هرمزگان جوان ترین استان‌های کشور هستند. 
 سیستان و بلوچستان  از نظر نرخ جوانی و فرزندآوری در کشور، سرآمد است. در آماری که پیش‌تر در همایش ملی سالمندی در استان ارائه شد، سیستان و بلوچستان با ۵ درصد نرخ سالمندی پایین تر از میانگین کشوری، جوان ترین استان معرفی شد، اما با این وجود طی سال ۱۴۰۳، بیشترین کاهش نرخ باروری کشور را به خود اختصاص داده؛ آنچه در سال‌های اخیر بیشتر از آن به‌عنوان تهدید یادشده، کاهش نرخ ولادت بوده است. که می تواند دلایل مختلفی مانند ، افزایش بهداشت ، بالا رفتن شاخص امید به زندگی و افزایش شهرنشینی و ... اشاره کرد.

## تحولات جمعیتی نوین

### یافته‌های تازهٔ ۱۴۰۳ دربارهٔ باروری و رفاه
گزارش «Iran Economic Monitor» بانک جهانی بهار ۱۴۰۳ نرخ باروری کل را ۱٫۶ فرزند در ۱۴۰۲ برآورد می‌کند و نشان می‌دهد افت باروری ضمن کاهش نسبت وابستگی، در سال‌های آینده فشار فزاینده‌ای بر صندوق‌های بازنشستگی و نظام سلامت وارد خواهد کرد. در «World Fertility 2024» سازمان ملل، ضریب باروری ۱٫۵۲ (۱۴۰۲) با جهش شاخص توسعهٔ انسانی ایران از ‎۰٫۷۷۷‎ به ‎۰٫۸۱۵‏ طی ۱۳۹۰–۱۴۰۲ همبسته دانسته شده‌است. مطالعهٔ خردشبیه‌سازی ژیتل‌بستن و همکاران در مجلهٔ *Genus* (اردیبهشت ۱۴۰۳) نتیجه می‌گیرد که سناریوی «حفظ باروری پایین + افزایش اشتغال زنان» نسبت به تلاش برای رساندن باروری به ۲٫۵ فرزند، اثر مطلوب‌تری بر تولید سرانه و نسبت حمایت سنی دارد.

## پیشینه
در سال ۱۲۸۰ خورشیدی کل جمعیت ایران حدود هفت و نیم میلیون نفر برآورد شد. جمعیت کشور تا سال ۱۳۲۵ به ۱۵ میلیون نفر افزایش یافت. در سال ۱۳۵۱ به مرز ۳۰ میلیون رسید. در سال ۱۳۷۵ به ۶۰ میلیون نفر رسید، و بر اساس سرشماری سال ۱۳۹۵، جمعیت ایران ۷۹٬۹ میلیون نفر بود، که نسبت به سال ۱۳۳۵ بیش از چهار برابر شد.
بین سال‌های ۱۳۵۵ تا ۱۳۶۵، نرخ رشد متوسط جمعیت به حدود ۴٪ رسید، ولی به دلیل کاستن از نرخ‌های باروی، بین ۱۳۹۰ تا ۱۳۹۵ به ۱٫۲٪ کاهش یافت. براساس یک تخمین جمعیت ایران طی یک قرن (از قرن ۱۳ تا ۱۴ ام خورشیدی) حداقل ۸ برابر شده است. در سال ۱۳۰۰ جمعیت کشور کمتر از ۱۰ میلیون نفر بوده و در طول یک قرن به بیش از ۸۴ میلیون نفر رسید.
| دادهٔ سرشماری | جمعیت      | میانگین سالانهٔ رشد (%) | تراکم جمعیت/km2 | نسبت شهرنشینی (%) | بُعد خانوار |
| ------------ | ---------- | ---------------------- | --------------- | ----------------- | ---------- |
| ۰۱-۱۱-۱۹۵۶   | ۱۸٬۹۵۴٬۷۰۴ | -                      | ۱۲              | ۳۱٫۴              |            |
| ۰۱-۱۱-۱۹۶۶   | ۲۵٬۷۸۵٬۲۱۰ | ۳٫۱                    | ۱۶              | ~۳۷٫۵             |            |
| ۰۱-۱۱-۱۹۷۶   | ۳۳٬۷۰۸٬۷۴۴ | ۲٫۷                    | ۲۰              | ۴۷٫۰              | ۵٫۰۲       |
| ۲۲-۱۱-۱۹۸۶   | ۴۹٬۴۴۵٬۰۱۰ | ۳٫۹                    | ۳۰              | ~۵۴٫۰             | ۵٫۱۱       |
| ۰۱-۱۱-۱۹۹۶   | ۶۰٬۰۵۵٬۴۸۸ | ۲٫۰                    | ۳۶              | ~۶۱٫۰             | ۴٫۸۴       |
| ۰۱-۱۱-۲۰۰۶   | ۷۰٬۴۹۵٬۷۸۲ | ۱٫۶                    | ۴۳              | ۶۸٫۵              | ۴٫۰۳       |
| ۰۱-۱۱-۲۰۱۱   | ۷۵٬۱۴۹٬۶۶۹ | ۱٫۳                    | ۴۶              | ۷۱٫۴              | ۳٫۵۵       |
| ۰۱-۱۱-۲۰۱۶   | ۷۹٬۹۲۶٬۲۷۰ | ۱٫۲۴                   | ۴۸              | ۷۴٫۰              | ۳٫۳        |

## آمار کلی سرشماری‌ها
جمعیت ایران و رشد متوسط آن در طی دهه‌های ۱۳۳۵ تا ۱۳۹۵ بر اساس سرشماری عمومی نفوس و مسکن ایران به شرح زیر است:
| ردیف | سال  | جمعیت کل ایران | رشد جمعیت |
| ---- | ---- | -------------- | --------- |
| ۱    | ۱۳۳۵ | ۱۸٬۹۵۴٬۷۰۴     | -         |
| ۲    | ۱۳۴۵ | ۲۵٬۷۸۸٬۷۲۲     | ۱۳٫۳      |
| ۳    | ۱۳۵۵ | ۳۳٬۷۰۸٬۷۴۴     | ۲٫۷۱      |
| ۴    | ۱۳۶۵ | ۴۹٬۴۴۵٬۰۱۰     | ۳٫۹۱      |
| ۲–۴  | ۱۳۷۰ | ۵۵٬۸۳۷٬۱۶۳     | ۲٫۴۶      |
| ۵    | ۱۳۷۵ | ۶۰٬۰۵۵٬۴۸۸     | ۱٫۴۷      |
| ۶    | ۱۳۸۵ | ۷۰٬۴۷۲٬۸۴۶     | ۱٫۶۱      |
| ۷    | ۱۳۹۰ | ۷۵٬۱۴۹٬۶۶۹     | ۱٫۲۹      |
| ۸    | ۱۳۹۵ | ۷۹٬۹۲۶٬۲۷۰     | ۱٫۲۴      |

## آمار حیاتی سالانه ثبت احوال
آمار سالانه ولادت و وفات بر اساس داده‌های ثبت احوال از سال ۱۳۸۸:
| سال   | ولادت     | وفات      |
| ----- | --------- | --------- |
| ۱۳۳۸  | ۸۶۴٬۸۴۶   | ۱۷۶٬۲۸۸   |
| ۱۳۳۹  | ۸۷۶٬۲۰۶   | ۱۷۱٬۰۴۰   |
| ۱۳۴۰  | ۹۰۲٬۲۶۰   | ۱۵۹٬۳۷۱   |
| ۱۳۴۱  | ۹۵۷٬۵۰۰   | ۱۶۵٬۴۸۸   |
| ۱۳۴۲  | ۹۲۰٬۹۶۷   | ۱۳۵٬۹۱۲   |
| ۱۳۴۳  | ۱٬۱۱۸٬۹۱۱ | ۱۴۵٬۱۷۴   |
| ۱۳۴۴  | ۱٬۱۸۸٬۳۴۶ | ۱۷۱٬۹۴۰   |
| ۱۳۴۵  | ۱٬۱۰۲٬۸۴۸ | ۱۷۸٬۹۹۱   |
| ۱۳۴۶  | ۱٬۰۱۴٬۳۲۱ | ۱۷۸٬۷۴۹   |
| ۱۳۴۷  | ۱٬۰۴۶٬۱۳۴ | ۱۷۳٬۳۵۲   |
| ۱۳۴۸  | ۱٬۱۰۷٬۹۱۰ | ۱۶۷٬۵۷۵   |
| ۱۳۴۹  | ۱٬۱۹۰٬۹۵۷ | ۱۶۳٬۸۹۶   |
| ۱۳۵۰  | ۱٬۲۳۵٬۰۲۵ | ۱۴۹٬۰۱۱   |
| ۱۳۵۱  | ۱٬۱۳۸٬۸۴۳ | ۱۵۳٬۹۲۰   |
| ۱۳۵۲  | ۱٬۱۹۹٬۷۷۷ | ۱۵۵٬۳۰۵   |
| ۱۳۵۳  | ۱٬۲۴۸٬۲۵۶ | ۱۴۹٬۸۷۵   |
| ۱۳۵۴  | ۱٬۳۳۹٬۲۶۷ | ۱۴۸٬۵۴۳   |
| ۱۳۵۵  | ۱٬۳۹۹٬۹۷۷ | ۱۵۶٬۰۱۰   |
| ۱۳۵۶  | ۱٬۴۰۶٬۲۰۴ | ۱۴۶٬۳۶۹   |
| ۱۳۵۷  | ۱٬۳۷۳٬۷۳۸ | ۱۲۷٬۸۸۳   |
| ۱۳۵۸  | ۱٬۶۸۸٬۹۴۲ | ۱۴۲٬۴۰۱   |
| ۱۳۵۹  | ۲٬۴۵۱٬۷۶۵ | ۱۶۲٬۱۷۵   |
| ۱۳۶۰  | ۲٬۴۱۹٬۹۵۱ | ۱۷۸٬۰۶۵   |
| ۱۳۶۱  | ۲٬۰۹۷٬۹۵۷ | ۲۰۰٬۶۱۴   |
| ۱۳۶۲  | ۲٬۲۰۳٬۵۶۰ | ۲۰۷٬۲۲۸   |
| ۱۳۶۳  | ۲٬۰۶۸٬۲۷۹ | ۱۸۶٬۴۴۰   |
| ۱۳۶۴  | ۲٬۰۳۱٬۹۶۹ | ۱۹۰٬۰۶۱   |
| ۱۳۶۵  | ۲٬۷۵۶٬۹۷۱ | ۱۹۹٬۵۱۱   |
| ۱۳۶۶  | ۱٬۸۳۲٬۷۲۲ | ۲۰۴٬۲۳۰   |
| ۱۳۶۷  | ۱٬۹۴۲٬۹۳۶ | ۲۳۸٬۳۹۰   |
| ۱۳۶۸  | ۱٬۷۸۹٬۸۱۷ | ۱۹۹٬۶۴۵   |
| ۱۳۶۹  | ۱٬۷۲۶٬۴۸۸ | ۲۱۷٬۶۱۵   |
| ۱۳۷۰  | ۱٬۵۹۲٬۸۹۸ | ۲۱۷٬۶۰۴   |
| ۱۳۷۱  | ۱٬۴۳۳٬۲۴۳ | ۱۸۸٬۶۴۷   |
| ۱۳۷۲  | ۱٬۳۸۸٬۰۱۷ | ۲۰۸٬۱۶۱   |
| ۱۳۷۳* | ۱٬۴۲۶٬۷۸۴ | ۲٬۵۳۸٬۰۷۸ |
| ۱۳۷۴* | ۱٬۲۰۵٬۳۷۲ | ۲٬۷۵۶٬۴۸۲ |
| ۱۳۷۵* | ۱٬۱۸۷٬۹۰۳ | ۱٬۲۴۰٬۹۷۵ |
| ۱۳۷۶* | ۱٬۱۷۹٬۲۶۰ | ۱٬۰۳۱٬۸۳۶ |
| ۱۳۷۷  | ۱٬۱۸۶٬۶۵۹ | ۵۵۱٬۳۴۵   |
| ۱۳۷۸  | ۱٬۱۷۴٬۲۷۹ | ۵۰۶٬۹۴۵   |
| ۱۳۷۹  | ۱٬۰۹۵٬۱۶۵ | ۳۸۲٬۶۷۴   |
| ۱۳۸۰  | ۱٬۱۱۰٬۸۳۶ | ۴۲۱٬۵۲۵   |
| ۱۳۸۱  | ۱٬۱۲۲٬۱۰۴ | ۳۳۷٬۲۳۷   |
| ۱۳۸۲  | ۱٬۱۷۱٬۵۷۳ | ۳۶۸٬۵۱۸   |
| ۱۳۸۳  | ۱٬۱۵۴٬۳۶۸ | ۳۵۵٬۲۱۳   |
| ۱۳۸۴  | ۱٬۲۳۹٬۴۰۸ | ۳۶۳٬۷۲۳   |
| ۱۳۸۵  | ۱٬۲۵۳٬۹۱۲ | ۴۰۸٬۵۶۶   |
| ۱۳۸۶  | ۱٬۲۸۶٬۷۱۶ | ۴۱۲٬۷۳۶   |
| ۱۳۸۷  | ۱٬۳۰۰٬۱۶۶ | ۴۱۷٬۷۹۸   |
| ۱۳۸۸  | ۱٬۳۴۸٬۵۸۶ | ۳۹۳٬۵۱۴   |
| ۱۳۸۹  | ۱٬۳۶۴٬۵۲۳ | ۴۴۰٬۵۳۸   |
| ۱۳۹۰  | ۱٬۳۸۲٬۲۲۹ | ۴۲۲٬۱۳۳   |
| ۱۳۹۱  | ۱٬۴۲۱٬۶۸۹ | ۳۶۷٬۵۳۹   |
| ۱۳۹۲  | ۱٬۴۷۱٬۷۵۸ | ۳۶۱٬۲۲۷   |
| ۱۳۹۳  | ۱٬۵۳۴٬۳۱۱ | ۴۳۶٬۸۴۰   |
| ۱۳۹۴  | ۱٬۵۷۰٬۱۸۳ | ۳۶۶٬۶۸۴   |
| ۱۳۹۵  | ۱٬۵۲۸٬۰۰۳ | ۳۶۹٬۱۵۲   |
| ۱۳۹۶  | ۱٬۴۸۷٬۸۶۱ | ۳۷۶٬۳۱۳   |
| ۱۳۹۷  | ۱٬۳۶۶٬۴۹۱ | ۳۷۷٬۰۲۴   |
| ۱۳۹۸  | ۱٬۱۹۶٬۱۳۵ | ۳۹۵٬۳۹۲   |
| ۱۳۹۹  | ۱٬۱۱۳٬۹۶۴ | ۵۰۷٬۵۱۱   |
| ۱۴۰۰  | ۱٬۱۰۶٬۰۷۲ | ۵۳۶٬۱۰۹   |
| ۱۴۰۱  | ۱٬۰۷۵٬۳۸۱ | ۳۴۷٬۴۵۰   |
| ۱۴۰۲  | ۱٬۰۵۷٬۹۴۸ | ۴۴۲٬۲۱۳   |

- در سال‌های ۱۳۷۳ تا ۱۳۷۶ طرح ثبت ضربتی فوت‌های معوقه اجرا شده است.

## مهاجرت‌ها
ایران شمار قابل توجهی از مهاجران خارجی را میزبانی می‌کند. بر اساس سرشماری عمومی نفوس و مسکن سال ۱۳۹۵، مهاجران ساکن ایران، به ترتیب، بیشتر از افغانستان (یک میلیون و ۵۸۴ هزار تن)، عراق (۳۴ هزار و ۵۰۰ تن) و پاکستان (۱۴ هزار و سیصد تن) هستند. طبق این آمار، استان سکونت معمول این مهاجران، برای افغان‌ها تهران و برای عراقی‌ها و پاکستانی‌ها قم بوده است.
اندازهٔ مهاجرت از ایران نیز قابل توجه است. در سال ۱۳۹۶، حسین عبده تبریزی گفت که یک و نیم میلیون ایرانی در صف مهاجرت به کشورهای کانادا و استرالیا قرار دارند. پس از انقلاب ۱۳۵۷، چندین موج مهاجرتی در ایران به راه افتاد؛ موج نخست به دلایل سیاسی، بلافاصله پس از انقلاب ۱۳۵۷ و بیشتر به سمت ایالات متحده، موج دوم به دلایل سیاسی-عقیدتی در ابتدای دههٔ ۱۳۶۰ و بیشتر به سوی اروپا، موج سوم با دلایلی چون کسب کیفیت زندگی و رفاه بالاتر به سمت کشورهایی همانند کانادا و استرالیا و موج چهارم که به دلایل سیاسی رخ داد و از سال ۱۳۸۸ آغاز شد.
در جمهوری اسلامی، بحران‌های سیاسی، اجتماعی و اقتصادی ایران در ابعاد تظاهرات سراسری نمود پیدا کرده و با همراهی بلایای طبیعی، بر دشواری زندگی در این کشور افزوده‌اند؛ این شرایط، انگیزه‌ها برای مهاجرت از ایران را افزایش داد. در این دوره برآوردهای زیادی از خسارت سنگین مهاجرت سرمایه‌داران و فرار مغزها از ایران انجام شده که برخی از آنان، از سوی منابع رسمی این کشور تأیید شده‌اند.

## سناریوهای آینده
آمارها نشان می‌دهد که دوران طلایی جمعیت ایران تا سال ۱۴۳۰ طول می‌کشد؛ در این دوران نسبت جمعیت در سنین فعالیت، افزایش یافته و به حداکثر خود یعنی بالای ۷۰ درصد می‌رسد. جمعیت کل کشور در سال ۱۴۳۰ هجری شمسی بر اساس پیش‌بینی پژوهشکده آمار، درصورت افزایش میزان باروری کل به ۱۱۲ میلیون و ۴۷۵ هزار و ۴۵۸ نفر می‌رسد. با استفاده از مجموعه فرضیه‌ها و تجربیات کارشناسی در پیش‌بینی‌های جمعیت کشور، پیش‌بینی‌های فرض جمعیت سازمان ملل، روندهای جاری، تجربه‌های بین‌المللی و مهم‌تر از همه تغییرات سطح باروری در دهه اخیر در کشور و زیر مجموعه‌های استانی، شهری و روستایی آن، می‌توان به دیدگاه زیر در مورد تغییرات سطح باروری در آینده رسید و در قالب چهار گزینه مطرح شده به آینده نگری جمعیت کل کشور به تفکیک مناطق شهری و روستایی به شرح زیر پرداخت:
1. فرض اول: رسیدن به حدود ۲٫۶ فرزند در سال ۱۴۳۰ (فرض خوش‌بینانه)
2. فرض دوم: تثبیت سطح باروری کل از سال ۱۳۹۵ به بعد یعنی ۲٫۱۱ فرزند تا سال ۱۴۳۰
3. فرض سوم: کاهش سطح باروری کل با شیبی تند به زیر سطح جانشینی ۱٫۵ فرزند در سال ۱۴۳۰ (فرض بدبینانه)
4. فرض چهارم: کاهش سطح باروری کل با شیبی ملایم تا به زیر سطح جانشینی ۱٫۹ فرزند در سال ۱۴۳۰

در صورت تحقق سناریو اول یعنی افزایش میزان باروری کل، جمعیت کل کشور در سال ۱۴۳۰ هجری شمسی برابر با ۱۱۲ میلیون و ۴۷۵ هزار و ۴۵۸ نفر، با فرض ثابت ماندن میزان باروری کل، برابر با ۱۰۴ میلیون و ۱۷ هزار و ۵۸۸ نفر و با سناریوهای سوم و چهارم یعنی کاهش شدید و کاهش ملایم باروری به ترتیب برابر ۹۵ میلیون و ۳۱۷ هزار و ۴۶۴ نفر و ۱۰۱ میلیون و ۳۹۲ هزار و ۳۲۰ نفر خواهد بود. تجارب کشورهای مختلف نشان می‌دهد در مراحل میانی گذار جمعیتی، میزان باروری کل به زیر سطح جانشینی می‌رسد؛ بنابراین انتخاب فرض عملیاتی و محتمل (رسیدن به سطح باروری کل حدود ۱٫۹ فرزند) است.
بنابراین بر اساس سناریوهای مختلف در سال ۱۴۳۰ برای جمعیت ایران داریم:
1. افزایش سطح باروری کل، ۱۱۲ میلیون و ۴۷۵ هزار و ۴۵۸ نفر
2. تثبیت سطح باروری کل، ۱۰۴ میلیون و ۱۷ هزار و ۵۸۸ نفر
3. کاهش سطح باروری کل با شیبی ملایم، ۱۰۱ میلیون و ۳۹۲ هزار و ۳۲۰ نفر
4. کاهش سطح باروری کل با شیبی تند، ۹۵ میلیون و ۳۱۷ هزار و ۴۶۴ نفر

طی تخمین دیگری در سال ۲۰۳۰ میلادی جمعیت ایران به بیش از ۹۲ میلیون نفر می‌رسد.

## شاخص‌های جمعیتی
| شاخص‌ها                      | زیرمجموعه‌ها                    | میزان(تعداد یا سن)                     | درصد                | رتبه در دنیا |
| --------------------------- | ------------------------------ | -------------------------------------- | ------------------- | ------------ |
| ساختار سنی                  | ۰ تا ۱۴ سال                    | مرد: ۷٬۳۹۴٬۸۴۱ نفر زن: ۷٬۰۲۲٬۰۷۶ نفر   | ۲۱٫۷ ٪              |              |
| ساختار سنی                  | ۱۵ تا ۶۴ سال                   | مرد: ۲۴٬۵۰۱٬۵۴۴ نفر زن: ۲۳٬۹۱۴٬۱۷۲ نفر | ۲۲٫۹ ٪              |              |
| ساختار سنی                  | ۶۵ سال به بالا                 | مرد: ۱٬۷۲۵٬۸۲۸ نفر زن: ۱٬۸۷۰٬۸۲۳ نفر   | ۵٫۴ ٪               |              |
| رشد جمعیت                   |                                |                                        | ۱٫۵ ٪               |              |
| تراکم جمعیت                 |                                | ۴۵٫۳ نفر به ازای هر کیلومتر مربع       |                     |              |
| سن میانه (میانگین)          | مرد                            | ۲۶ سال                                 |                     |              |
| سن میانه (میانگین)          | زن                             | ۲۶٫۵ سال                               |                     |              |
| سن میانه (میانگین)          | کل                             | ۲۶٫۳ سال                               |                     |              |
| نرخ باروری                  |                                | ۱٫۷ زایمان برای هر زن                  |                     | ۱۷۱          |
| نرخ مرگ و میر               |                                | ۵٫۲ مرگ در هر ۱۰۰۰ نغر                 |                     | ۱۷۱          |
| نرخ مهاجرت                  |                                | ۲٫۶۲− در هر ۱۰۰۰ نفر                   |                     | ۱۴۱          |
| نرخ بی‌کاری                  |                                |                                        | ۱۴٫۶ ٪ (در بهار ۸۹) |              |
| جمعیت فعال کشور             |                                | ۲۴٫۲ میلیون نفر (در بهار ۸۹)           |                     |              |
| جمعیت شهر نشین              |                                | ۵۳٫۶ میلیون نفر                        |                     |              |
| جمعیت روستا نشین            |                                | ۲۱٫۱ میلیون نفر                        |                     |              |
| نسبت جنسیتی                 | در هنگام تولد                  | ۱٫۰۵ {\displaystyle {\tfrac {f}{m}}}   |                     |              |
| نسبت جنسیتی                 | زیر ۱۵ سال                     | ۱٫۰۵ {\displaystyle {\tfrac {f}{m}}}   |                     |              |
| نسبت جنسیتی                 | ۱۵ تا ۶۴ سال                   | ۱٫۰۲ {\displaystyle {\tfrac {f}{m}}}   |                     |              |
| نسبت جنسیتی                 | بالای ۶۵ سال                   | ۰٫۹۱ {\displaystyle {\tfrac {f}{m}}}   |                     |              |
| نسبت جنسیتی                 | کل جمعیت                       | ۱٫۰۲ {\displaystyle {\tfrac {f}{m}}}   |                     |              |
| مرگ و میر نوزادان           | ۳۵٫۷۸ مرگ در هر ۱۰۰۰ تولد زنده |                                        |                     | ۷۱           |
| امید به زندگی در هنگام تولد | مردان                          | ۶۹٫۶۵ سال                              |                     |              |
| امید به زندگی در هنگام تولد | زنان                           | ۷۲٫۷۲ سال                              |                     |              |
| امید به زندگی در هنگام تولد | کل جمعیت                       | ۷۱٫۱۴ سال                              |                     | ۱۳۲          |
| سهم باروری در جهان          |                                | ۱۷٫۱۷ تولد در هر ۱۰۰۰ نفر              |                     | ۱۲۰          |
| ایدز و اچ‌آی‌وی               | درصد شیوع                      |                                        | ۰٫۲ ٪ (برآورد ۲۰۰۷) | ۱۰۲          |
| ایدز و اچ‌آی‌وی               | جمعیت مبتلا به ایدز            | ۸۶۰۰۰ نفر (برآورد ۲۰۰۷)                |                     | ۴۹           |
| ایدز و اچ‌آی‌وی               | مرگ بر اثر ایدز                | ۴۳۰۰ نفر (برآورد ۲۰۰۷)                 |                     | ۴۷           |

## شهرنشینی

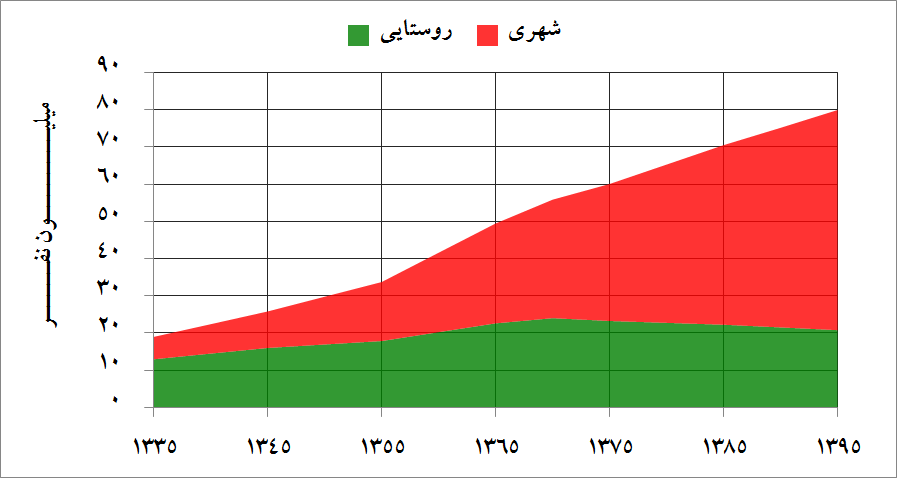
تغییرات جمعیت شهری و روستایی ایران در دهه‌های اخیر

جمعیت شهرنشین ایران در سدهٔ اخیر رشد چشمگیری داشته است. در نخستین سرشماری رسمی ایران که در سال ۱۳۳۵ صورت گرفت، از کلّ جمعیت ایران (۱۸٬۹۵۴٬۷۰۴ نفر) حدود ۳۲ درصد (۶٬۰۰۲٬۶۲۱ نفر) در شهرها ساکن بوده‌اند. این در حالی است که بر اساس سرشماری رسمی سال ۱۳۹۵، جمعیت کشور بالغ بر ۷۹٬۹۲۶٬۲۷۰ تن بوده که از این تعداد، ۵۹٬۱۴۶٬۸۴۷ نفر (۷۴ درصد) در شهرها ساکن بوده‌اند.
مهم‌ترین دلیل این افزایش، مهاجرت مردم از روستاها به شهرها بوده است؛ البته عواملی چون تبدیل روستاهای بزرگ به شهر نیز در آن نقش داشته‌اند.
جدول زیر ۸ شهر پرجمعیت ایران را معرفی می‌کند:
| رتبه | شهر    | استان          | جمعیت     | جمعیت      |
| رتبه | شهر    | استان          | شهر       | کلان‌شهر    |
| ---- | ------ | -------------- | --------- | ---------- |
| ۱    | تهران  | تهران          | ۸٬۶۹۳٬۷۰۶ | ۱۴٬۷۰۰٬۰۰۰ |
| ۲    | مشهد   | خراسان رضوی    | ۳٬۰۰۱٬۱۸۴ | ۳٬۴۰۰٬۰۰۰  |
| ۳    | اصفهان | اصفهان         | ۱٬۹۶۱٬۲۶۰ | ۲٬۷۰۰٬۰۰۰  |
| ۴    | کرج    | البرز          | ۱٬۵۹۲٬۴۹۲ | ۲٬۵۰۰٬۰۰۰  |
| ۵    | شیراز  | فارس           | ۱٬۵۶۵٬۵۷۲ | ۱٬۹۰۰٬۰۰۰  |
| ۶    | تبریز  | آذربایجان شرقی | ۱٬۵۸۸٬۶۹۳ | ۱٬۷۶۰٬۰۰۰  |
| ۷    | قم     | قم             | ۱٬۲۰۱٬۱۵۸ | ۱٬۲۴۰٬۰۰۰  |
| ۸    | اهواز  | خوزستان        | ۱٬۱۸۴٬۷۸۸ | ۱٬۳۲۰٬۰۰۰  |
| ۴۳   | بیرجند | خراسان جنوبی   | ۲۳۹۵۱۹    | ۲۳۹۵۱۹     |

## ژنتیک

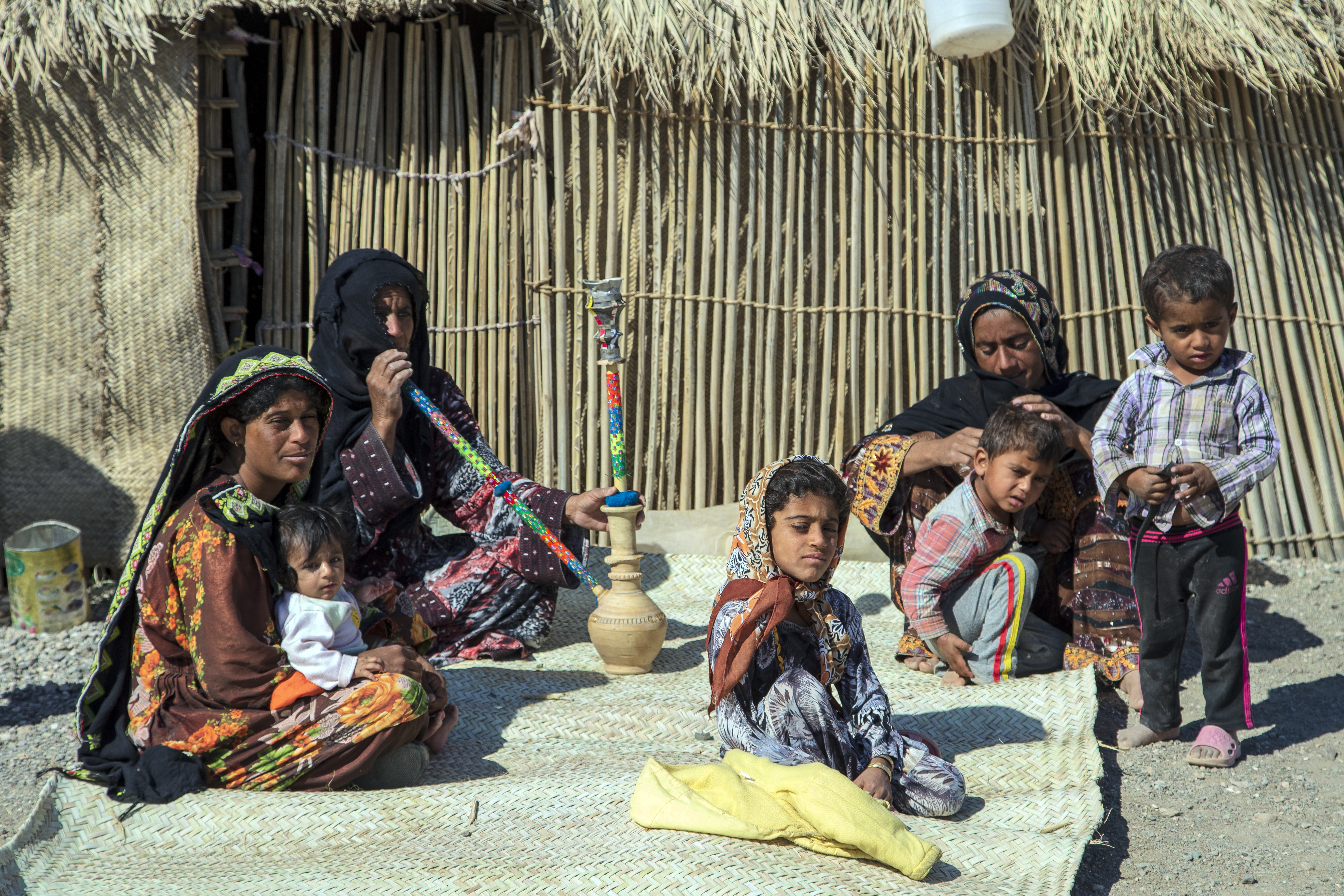
اقوام بلوچ، استان سیستان و بلوچستان

### هاپلوگروه‌ها

#### دی‌ان‌ای کروموزوم Y
دی‌ان‌ای کروموزوم Y (Y-DNA) نمایانگر نسب پدری است. در ایران، مجموعه کروموزوم‌های Y به این شکل است:
هاپلوگروه‌های R1 (۲۵٪)، J2 (۲۳٪)، G (۱۴٪)، J1 (۸٪)، E1b1b (۵٪)، L (۴٪)، Q (۴٪)، بیش از ۸۵٪ از کل کروموزوم‌ها را تشکیل می‌دهند.
| هاپلوگروه | n   | B    | C    | E1b1a | E1b1b1a2 | E1b1b1a3 | E1b1b1c | F    | G     | H    | I   | J1   | J2    | K    | L    | N    | O    | P,R  | Q    | R1a   | R1b  | R1b1a | R1b1b | R2   | T    |
| --------- | --- | ---- | ---- | ----- | -------- | -------- | ------- | ---- | ----- | ---- | --- | ---- | ----- | ---- | ---- | ---- | ---- | ---- | ---- | ----- | ---- | ----- | ----- | ---- | ---- |
| نشانگر    |     |      |      | M2    | V13      | V22      | M34     |      |       |      |     |      |       |      |      |      |      |      |      |       | M343 | V88   | M269  |      | M70  |
| ایران     | ۵۶۶ | ۰٫۵۳ | ۰٫۱۸ | ۱٫۴۱  | ۱٫۷۷     | ۱٫۸      | ۰٫۸۸    | ۰٫۳۵ | ۱۴٫۰۰ | ۲٫۶۵ | ۰٫۸ | ۸٫۱۳ | ۲۳٫۸۶ | ۰٫۷۱ | ۴٫۰۰ | ۲٫۱۲ | ۱٫۴۱ | ۰٫۷۱ | ۴٫۰۱ | ۱۷٫۴۹ | ۱٫۲۴ | ۰٫۳۵  | ۶٫۱۸  | ۱٫۴۱ | ۲٫۱۲ |

#### دی‌ان‌ای میتوکندری
دی‌ان‌ای میتوکندریایی (mtDNA) نمایانگر نسب مادری است. دی‌ان‌ای میتوکندریایی غرب اوراسیا به‌طور متوسط بیش از ۹۰٪ از جمعیت ایران را تشکیل می‌دهد (۲۰۱۳).
در میان آنها، شاخه‌های U3b3 به نظر می‌رسد محدود به جمعیت‌های ایران و قفقاز باشد، در حالی که زیرشاخه U3b1a در سراسر منطقه خاور نزدیک رایج است.
در ایران، گروه‌های انحرافی در کروموزوم‌های Y و مجموعه ژن‌های دی‌ان‌ای میتوکندریایی شامل قومیت‌های شمال ایران، مانند گیلک‌ها و مازندرانی‌ها می‌شوند که ساختار ژنتیکی آنها، از جمله دی‌ان‌ای کروموزومی، تقریباً با قومیت‌های اصلی قفقاز جنوبی، یعنی گرجی‌ها، ارمنی‌ها و آذربایجانی‌ها یکسان است. دیگر گروه‌های انحرافی توسط مردم بلوچ تشکیل می‌شوند که تنها ۱–۲٪ از کل جمعیت ایران را تشکیل می‌دهند و دارای خطوط دی‌ان‌ای پدری و میتوکندریایی بیشتری هستند که به سوی قومیت‌های جنوب غربی آسیای جنوبی گرایش دارند.
سطوح تنوع ژنتیکی در جمعیت‌های ایرانی قابل مقایسه با دیگر گروه‌های قفقاز، آناتولی و اروپا است.

### دی‌ان‌ای اتوزومال
یک تجزیه و تحلیل ژنتیکی گسترده روی گروه‌های مختلف قومی ایران که در سال ۲۰۱۹ منتشر شد، نشان داد که از لحاظ ژنتیکی، گروه‌های مختلف قومی ایران مانند فارس‌ها، کردها، آذری‌ها، لرها، مازندرانی‌ها، گیلک‌ها و عرب‌ها به‌طور نزدیک به هم مرتبط هستند و یک خوشه واحد را تشکیل می‌دهند که به عنوان "CIC" (خوشه مرکزی ایرانی) شناخته می‌شود. در مقایسه با جمعیت‌های جهانی، ایرانی‌ها (CIC) در مرکز خوشه وسیع‌تری از اوراسیا غربی قرار می‌گیرند، نزدیک به اروپایی‌ها، مردم خاورمیانه و آسیای جنوبی مرکزی. عرب‌های ایرانی و آذری‌های ترک‌زبان از نظر ژنتیکی با مردمان ایرانی‌زبان مانند فارس‌ها هم‌پوشانی دارند. زیرساخت ژنتیکی ایرانی‌ها در مقایسه با سایر جمعیت‌های "۱۰۰۰G" کم است.
ایرانی‌ها بیشترین وابستگی ژنتیکی را با دیگر جمعیت‌های آسیای غربی و جنوب غربی دارند و سپس با اروپایی‌ها و گروه‌های آسیای مرکزی. برخی از گروه‌های جنوب آسیا (به‌ویژه اقلیت پارسیان هند) بالاترین وابستگی را با ایرانی‌ها نشان دادند، که با تاریخ قومی آنها همخوانی دارد. به‌طور کلی، نتایج این مطالعه نشان می‌دهد که ساختار ژنتیکی مجموعه ژنی ایران تقریباً ۵٬۰۰۰ سال پیش شکل گرفته و از آن زمان به بعد پیوستگی بالایی نشان می‌دهد، که حاکی از آن است که آن‌ها تا حد زیادی تحت تأثیر مهاجرت‌های خارجی قرار نگرفته‌اند.
در مقیاس جهانی، ایرانی‌ها بالاترین وابستگی را با دیگر جمعیت‌های «اوراسیا غربی» (مانند اروپایی‌ها یا جنوب آسیایی‌ها و همچنین لاتین آمریکایی‌ها) نشان می‌دهند، در حالی که آفریقایی‌های جنوب صحرا و آسیایی‌های شرقی تفاوت‌های زیادی با ایرانی‌ها دارند.

## زبان‌های ایران

زبان‌های ایرانی

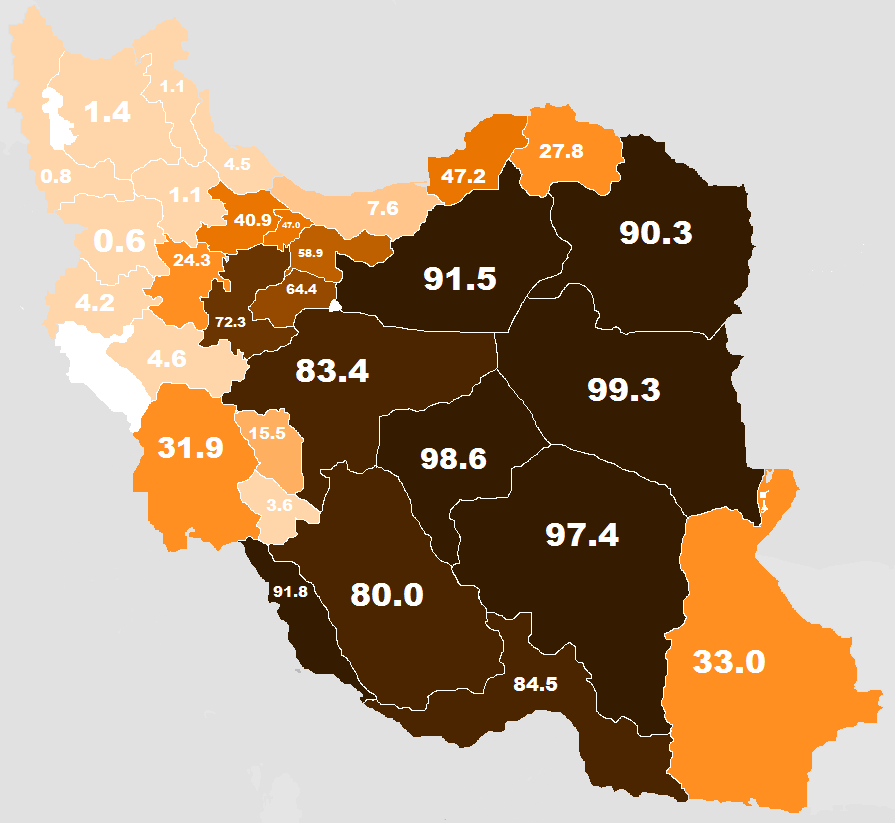
پراکنش مردم فارسی‌زبان در استان‌های ایران، سال ۲۰۱۰ میلادی برابر با ۳۸٫۳۱۸٫۰۰۰

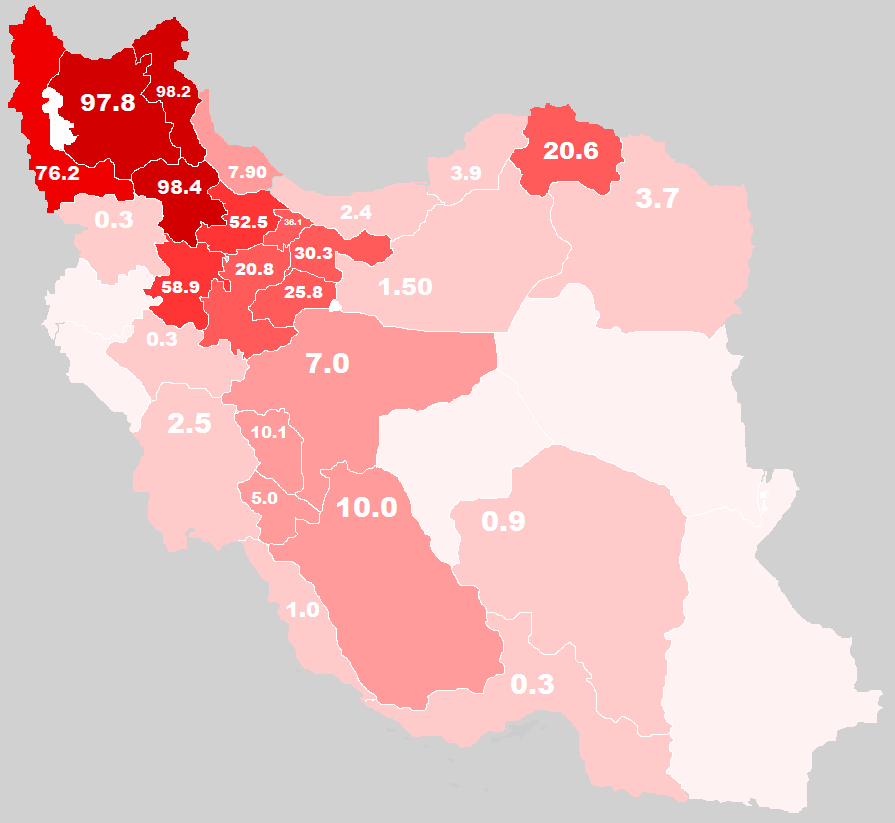
پراکنش مردم ترک‌زبان در استان‌های ایران، سال ۲۰۱۰ میلادی برابر با ۱۸٫۱۷۳٫۰۰۰

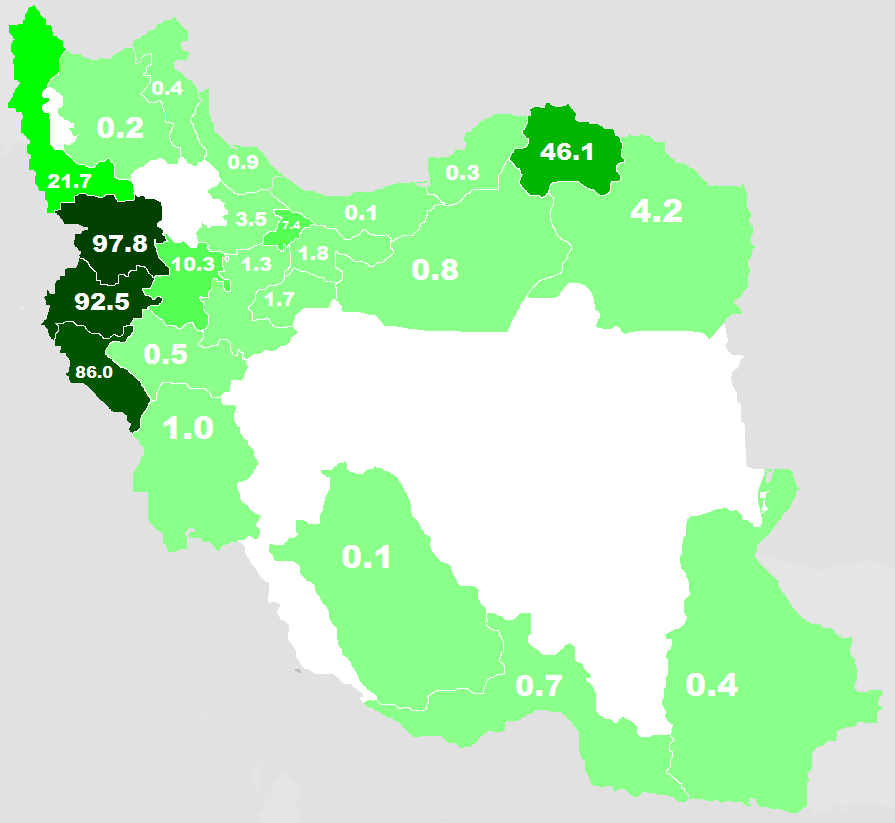
پراکنش مردم کردزبان در استان‌های ایران، سال ۲۰۱۰ میلادی برابر با ۱۸٫۱۷۳٫۰۰۰

پراکنش مردم کردزبان در استان‌های ایران، سال ۲۰۱۰ میلادی برابر با ۶٫۶۷۳٫۰۰۰

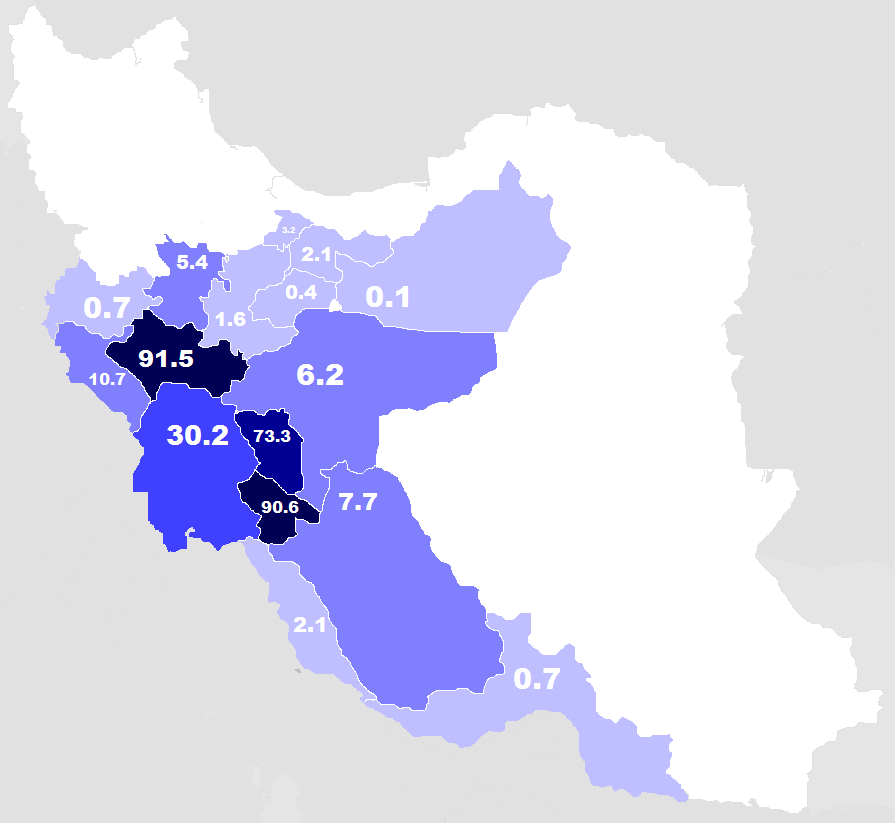
پراکنش مردم لرزبان در استان‌های ایران، سال ۲۰۱۰ میلادی برابر با ۵٫۷۶۵٫۰۰۰

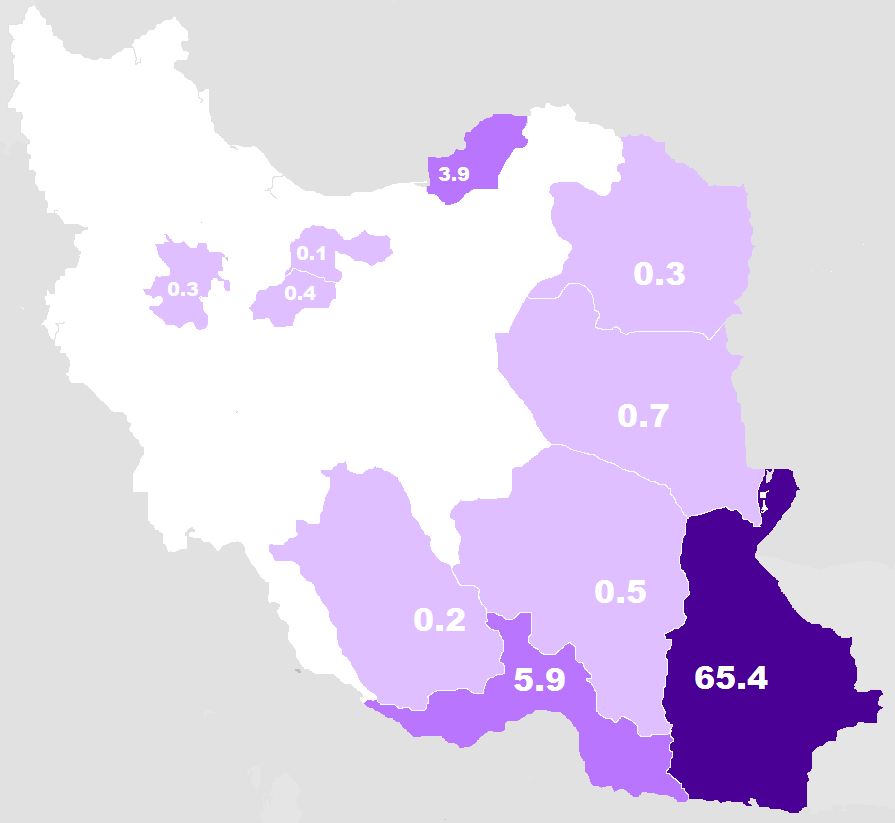
پراکنش مردم بلوچ‌زبان در استان‌های ایران، سال ۲۰۱۰ میلادی برابر با ۲٫۵۷۶٫۰۰۰

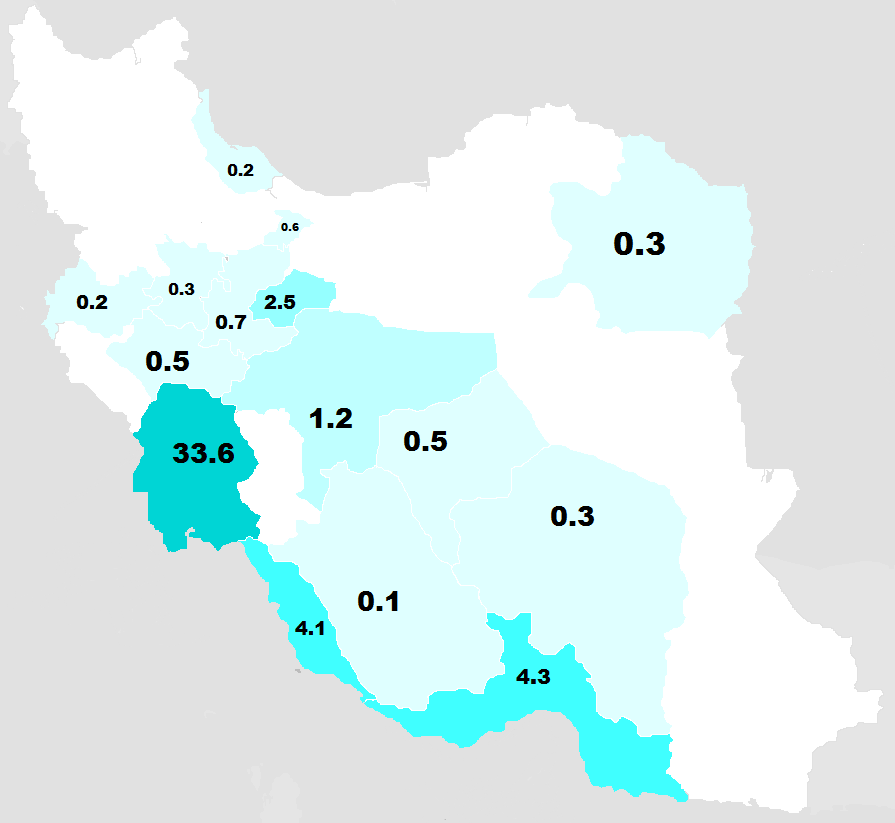
پراکنش مردم عرب‌زبان در استان‌های ایران، سال ۲۰۱۰ میلادی برابر با ۱٫۵۵۲٫۰۰۰

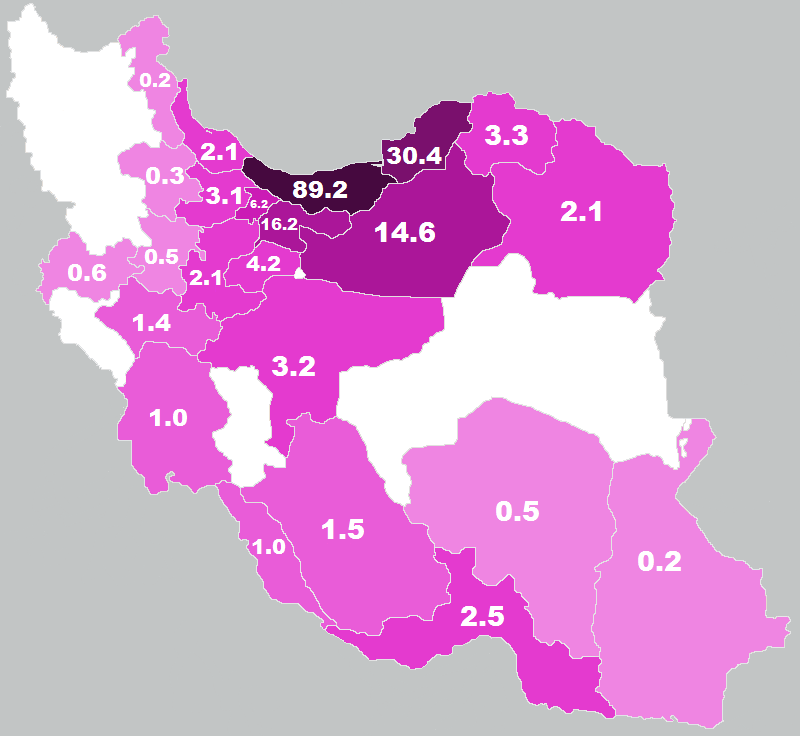
پراکنش مردم مازنی‌زبان در استان‌های ایران، سال ۲۰۱۰ میلادی برابر با ۷٫۱۰۷٫۰۰۰

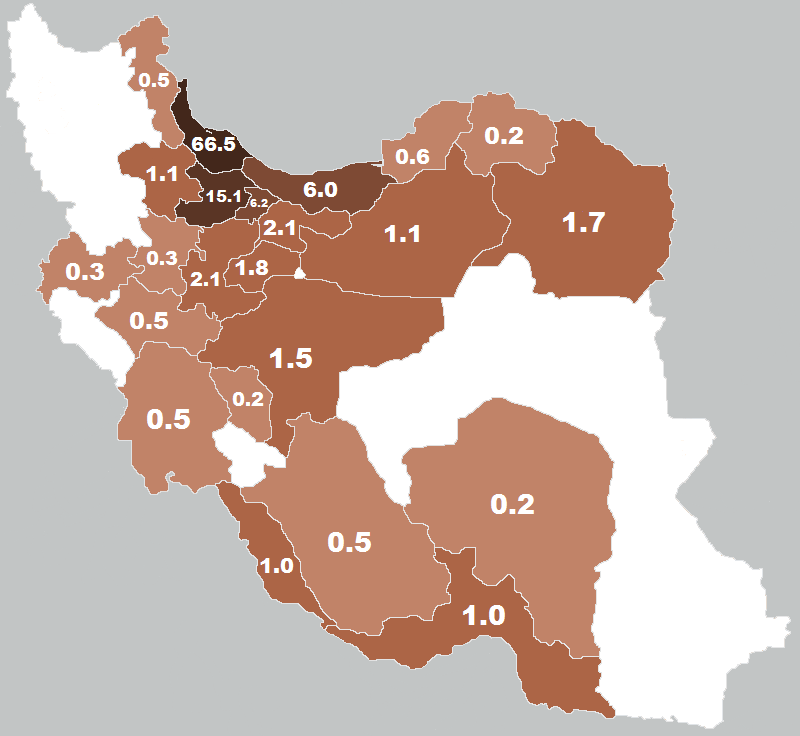
پراکنش مردم گیلک‌زبان در استان‌های ایران، سال ۲۰۱۰ میلادی برابر با ۳٫۰۸۹٫۰۰۰

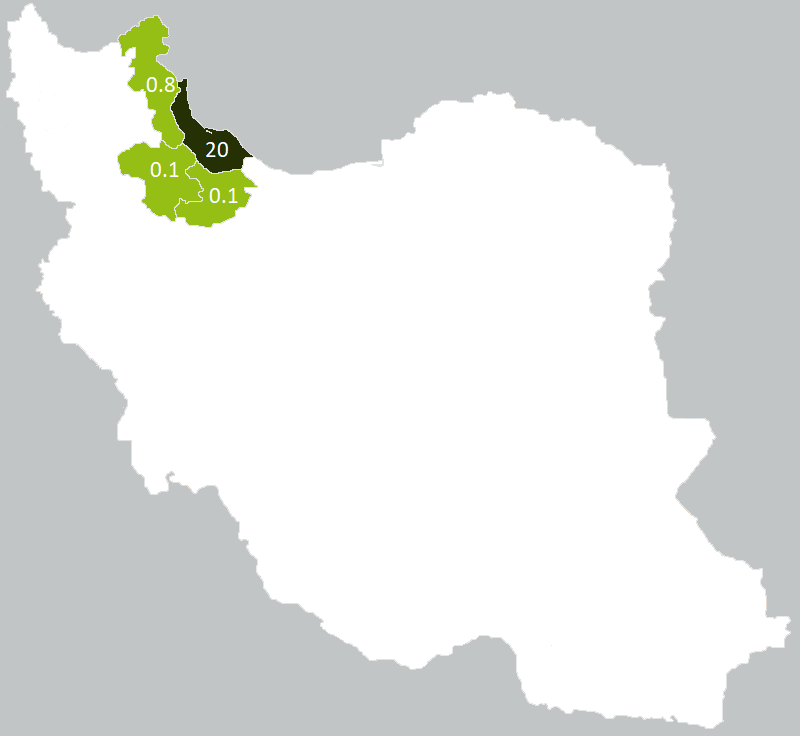
پراکنش مردم تالش‌زبان در استان‌های ایران، سال ۲۰۱۰ میلادی برابر با ۵۴۰٫۰۰۰

اتنولوگ جمعیت فارسی‌زبانان ایران در سال ۲۰۱۶ را ۵۰ میلیون و ۴۰۰ هزار نفر یعنی بیش از ۶۲ درصد می‌داند. اِتنولوگ (به انگلیسی: ethnologue) از معتبرترین دانشنامه‌های موجود در جهان است که داده‌های آماری از تعداد گویشوران زبان‌های مختلف را به صورت اینترنتی منتشر می‌کند.
جمعیت ایران در پایان سال ۲۰۱۶ میلادی، طبق تخمین‌های متفاوت بین ۷۹ تا ۸۱ میلیون نفر بوده است. اتنولوگ جمعیت گویشوران زبان‌های مختلف در ایران در سال ۲۰۱۶ میلادی را به ترتیب زیر بیان کرده است. به این نکته توجه شود که بین قومیت و گویشور تفاوت وجود دارد و برای نمونه میزان جمعیت آذری زبانان در جدول لحاظ شده است در حالی که جمعیت آذری‌تباران اندکی بیشتر است. بیش از ۸۱ درصد مردم ایران در سال ۲۰۱۶ میلادی به یکی از زبان‌های ایرانی سخن می‌گویند.
| ردیف                   | نام                      | جمعیت(۲۰۱۶)    | درصد از کل جمعیت ایران(۲۰۱۶) |                |
| زبان‌های ایرانی         | زبان‌های ایرانی           | زبان‌های ایرانی | زبان‌های ایرانی               | زبان‌های ایرانی |
| ---------------------- | ------------------------ | -------------- | ---------------------------- | -------------- |
| ۱                      | زبان فارسی               | ۵۰٬۴۰۰٬۰۰۰     | ۶۲٫۷۴                        |                |
| ۲                      | زبان کردی                | ۶٬۵۹۰٬۰۰۰      | ۶٫۹۵                         |                |
| ۳                      | زبان لری                 | ۱٬۷۰۰٬۰۰۰      | ۲٫۱۱                         |                |
| ۴                      | زبان گیلکی               | ۲٬۴۰۰٬۰۰۰      | ۲٫۹۸                         |                |
| ۵                      | زبان مازندرانی           | ۲٬۳۴۰٬۰۰۰      | ۲٫۹۱                         |                |
| ۶                      | زبان بلوچی               | ۱٬۹۲۰٬۰۰۰      | ۲٫۳۹                         |                |
| زبان تاتی و زبان تالشی | ۴۰۰٬۰۰۰                  | ۰٫۴۹           |                              |                |
| ۹                      | سایر زبان‌های ایرانی      | محدود          | ۰٫۰۴                         |                |
| کل                     | زبان‌های ایرانی           | ۶۵٬۷۵۰٬۰۰۰     | ۸۱٫۴۵                        |                |
| زبان‌های غیرایرانی      |                          |                |                              |                |
| ۱                      | زبان ترکی آذربایجانی     | ۱۰٬۹۰۰٬۰۰۰     | ۱۳٫۵۷                        |                |
| ۲                      | زبان ترکمنی              | ۷۹۰٬۰۰۰        | ۰٫۹۸                         |                |
| ۳                      | زبان ترکی خراسانی        | ۸۸۶٬۰۰۰        | ۱٫۱۰                         |                |
| ۴                      | زبان ترکی قشقایی         | ۹۵۹٬۰۰۰        | ۱٫۱۹                         |                |
| ۵                      | زبان عربی                | ۱٬۳۲۰٬۰۰۰      | ۱٫۶۴                         |                |
| ۶                      | زبان ارمنی               | ۱۰۰٬۰۰۰        | ۰٫۱۲                         |                |
| ۷                      | زبان آشوری               | ۱۵٬۰۰۰         | ۰٫۰۲                         |                |
| ۸                      | سایر زبان‌های غیر ایرانی  | محدود          | ۰٫۰۲                         |                |
| کل                     | زبان‌های غیرایرانی        | ۱۴٬۹۷۰٬۰۰۰     | ۱۸٫۵۵                        |                |
| کل تجمیعی              | کل زبان‌های رایج در ایران | ۸۰٬۷۲۰٬۰۰۰     | ۱۰۰                          |                |

بنابر گزارش کتابچهٔ سیا، امروزه ایران از قومیت‌های گوناگونی از جمله فارسی زبانان(۶۱ درصد)، آذربایجانی‌ها (۱۶ درصد)، کُردها (۱۰ درصد)، گیلک‌ها و مازندرانی‌ها (۷ درصد)، بلوچ‌ها (۲ درصد)، عرب‌ها (۲ درصد)، ترکمن‌ها و قشقایی‌ها (۲ درصد) و دیگران (۲ درصد) تشکیل یافته است.
براساس نتایج سرشماری سال ۱۳۷۵ دربارهٔ ترکیب قومی ملّت ایران، جمعیت پارسیان حدود ۷۳ تا ۷۵ درصد جمعیت ایران است. آمار سرشماری سال ۱۳۷۵ نشان می‌دهد که ۸۲ تا ۸۳ درصد مردم پارسی صحبت می‌کنند و ۸۶/۲ درصد از آن‌ها فقط پارسی را می‌فهمند.
بنابر برآورد دیگری از کنگرهٔ آمریکا، ۶۵ درصد از ساکنان ایران به زبان پارسی، ۱۶ درصد به زبان ترکی آذربایجانی، ۷ درصد به زبان کردی، ۶ درصد به زبان لری، ۲ درصد به زبان عربی، ۲ درصد به زبان بلوچی، ۱ درصد به زبان ترکمنی، ۱ درصد به زبان قشقایی و سایر زبان‌های ترکی و کم‌تر از ۱ درصد نیز به زبان‌های ارمنی، آشوری، گرجی و دیگر زبان‌های غیرپارسی و غیرترکی سخن می‌گویند.
در ایران در حدود ۷۵ زبان و گویش رواج دارد. بنابر تخمین کتابچهٔ اطلاعات سیا، بزرگ‌ترین گروه‌های زبانی ایران را به ترتیب فارسی با گویشهای مختلف (۵۸ درصد)، ترکی آذربایجانی با گویش‌های مختلف (۲۶ درصد)، کردی (۹ درصد)، لری ۲/۲ درصد)، بلوچی (۱ درصد)، عربی (۱ درصد)، ترکمنی (۱ درصد) و دیگر زبان‌ها (۲ درصد) تشکیل می‌دهند.
مهرداد ایزدی پژوهشگر کرد-بلژیکی-آمریکایی که کار وی را می‌توان در دانشکده امور بین‌الملل و عمومی دانشگاه کلمبیا آمریکا در وبسایت پروژه ۲۰۰۰ خلیج فارس مشاهده کرد، می‌گوید در سرشماری ایران در سال ۲۰۰۱ نشان می‌دهد که فارسی‌زبان نخست ۶۳٪ از ایرانیان می‌باشد. در حالی که وی درصدهای زیر را نیز ارائه می‌دهد:
- ۶۳٫۳ ٪ فارسی
- ۱۳٪ ترکی آذری و گویش‌های ترکی
- ۷٪ کُردی
- ۳٫۶٪ گیلکی
- ۳٪ مازندرانی
- ۲٫۵٪ بلوچ
- ۱٫۸٪ عرب
- دیگر زبان‌ها مانند ترکمن، پشتو، ارمنی، سریانی، گرجی، قشقایی، براهویی، راجی، مینابی و دیگر زبان‌های ایرانی غربی مانند (لاری، تالشی، تاتی، راجی، غیره)

بر پایه گزارش صندوق جمعیت ملل متحد نیز زبان جمعیت ایران متشکل از ۵۱٪ فارسی دری، ۲۴٪ آذری، ۸٪ گیلک و مازندرانی، ۷٪ کردی، ۳٪ عربی، ۲٪ بلوچی، ۲٪ لری، ۲٪ ترکمنی و ۱٪ دیگر زبان‌ها مانند لکی، قشقایی، قزاقی، هزارگی، گرجی، ارمنی، تاتی، تالشی و…
تاکنون در هیچ‌یک از سرشماری‌های ایران پرسش‌های مربوط به وابستگی‌های قومی و زبانی پرسیده نشده است. اگرچه این پرسش در پرسشنامه‌های سرشماری سال ۱۳۶۵ مطرح شده بود ولی به دلیل ملاحظات سیاسی از جمع‌آوری اطلاعات مربوط به آن خودداری شد. با این حال پژوهش‌ها و برآوردهایی در مورد ترکیب قومی و زبانی کشور انجام شده است. یکی از این پژوهش‌ها به نمونه‌گیری سازمان ثبت احوال کشور در مرداد ۱۳۷۰ بازمی‌گردد که زبان مادری زنانی را که برای دریافت شناسنامه فرزندان خود به دفترهای ثبت احوال مراجعه کرده بودند، مورد پرسش قرار می‌داد. در این نظرسنجی از مجموع ۴۹٬۵۵۸ مادر، ۴۶٫۲٪ به فارسی، ۲۰٫۶٪ به آذری، ۱۰٪ به کُردی، ۸٫۹٪ به لری و لکی، ۷٫۲٪ به زبان شمالی، ۳٫۵٪ به عربی، ۲٫۷٪ به بلوچی، ۰٫۶٪ به ترکمنی، ۰٫۱٪ به ارمنی و ۰٫۲٪ به دیگر زبان‌ها تکلم می‌کردند. مشابه این نظرسنجی در سال ۱۳۷۳ هم انجام شد و به نتایج مشابهی رسید. در این نظرسنجی‌ها روشن شد که سطح باروری و ویژگی‌های جمعیتی بر حسب جامعهٔ زبانی مادران بسیار متفاوت است و شمار فرزندان زنده زاده شده در گروه‌های گوناگون زبانی میان ۲٫۹ تا ۵ قرار داشت اما مطالعه‌ای دیگر نشان داد که این اختلاف بیشتر از تفاوت‌های فرهنگی و اقتصادی این گروه‌ها ناشی می‌شود تا صرف تعلق قومی و زبانی آن‌ها.

### آمارهای زبانی
به‌طور کلّی آمارهای گوناگونی از ترکیب زبانی مردم ایران از سوی منابع گوناگون ارائه گردیده است:
| گروه زبانی | تعداد (تخمین سال ۲۰۰۸) | نسبت جمعیتی |
| ---------- | ---------------------- | ----------- |
| کل جمعیت   | ۷۷٬۸۹۱٬۲۲۰             | ۱۰۰٪        |
| پارسی      | ۴۷٬۵۱۳٬۶۴۴             | ۶۱٪         |
| آذربایجانی | ۱۲٬۴۶۲٬۵۹۵             | ۱۶٪         |
| کردی       | ۷٬۷۸۹٬۱۲۲              | ۱۰٪         |
| لری و لکی  | ۴٬۶۷۳٬۴۷۳              | ۶٪          |
| عربی       | ۱٬۵۵۷٬۸۲۴              | ۲٪          |
| بلوچی      | ۱٬۵۵۷٬۸۲۴              | ۲٪          |
| ترکمنی     | ۱٬۵۵۷٬۸۲۴              | ۲٪          |
| دیگر       | ۷۷۸٬۹۱۵                | ۱٪          |

| گروه زبانی                         | تعداد (سال ۲۰۰۶) | نسبت جمعیتی |
| ---------------------------------- | ---------------- | ----------- |
| کل جمعیت                           | ۷۰٬۴۹۵٬۷۸۲       | ۱۰۰٪        |
| فارسی (همراه با گیلکی و مازندرانی) | ۴۲٬۲۹۷٬۴۶۹       | ۶۰٪         |
| ترکی                               | ۱۷٬۶۲۳٬۹۴۵       | ۲۵٪         |
| کردی                               | ۴٬۹۳۴٬۷۰۴        | ۷٪          |
| لری                                | ۱٬۴۰۹٬۹۱۵        | ۲٪          |
| عربی، بلوچی، ارمنی، آسوری و سایر   | ۴٬۲۲۹٬۷۴۹        | ۶٪          |

| گروه زبانی      | تعداد (سال ۲۰۰۶) |
| --------------- | ---------------- |
| کل جمعیت        | ۷۰٬۵۰۰٬۰۰۰       |
| فارسی           | ۳۶٬۰۰۰٬۰۰۰       |
| ترکی آذربایجانی | ۱۸٬۰۰۰٬۰۰۰       |
| کردی            | ۴٬۰۰۰٬۰۰۰        |
| عربی            | ۳٬۰۰۰٬۰۰۰        |
| بلوچی           | ۱٬۴۰۰٬۰۰۰        |

| گروه زبانی             | تعداد(۱۹۸۶) | درصد نسبت |
| ---------------------- | ----------- | --------- |
| کل جمعیت               | ۴۵٬۶۱۲٬۰۰۰  | ۱۰۰٪      |
| فارسی                  | ۲۳٬۱۰۰٬۰۰۰  | ۵۰٫۶۴٪    |
| گیلکی و مازندرانی      | ۳٬۴۵۰٬۰۰۰   | ۷٫۵۶٪     |
| ترکی آذربایجانی        | ۱۱٬۵۰۰٬۰۰۰  | ۲۵٫۲۱٪    |
| قشقایی                 | ۲۵۰٬۰۰۰     | ۰٫۵۵٪     |
| ترک‌های ساکن استان فارس | ۲۵۰٬۰۰۰     | ۰٫۵۵٪     |
| ترکمنی                 | ۲۵۰٬۰۰۰     | ۰٫۵۵٪     |
| کردی                   | ۴٬۰۰۰٬۰۰۰   | ۸٫۷۷٪     |
| لری                    | ۵۵۰٬۰۰۰     | ۱٫۲٪      |
| بختیاری                | ۲۵۰٬۰۰۰     | ۰٫۵۵٪     |
| عربی                   | ۵۳۰٬۰۰۰     | ۱٫۱۶٪     |
| بلوچی                  | ۶۰۰٬۰۰۰     | ۱٫۳۲٪     |
| ارمنی                  | ۲۵۰٬۰۰۰     | ۰٫۵۵٪     |
| آشوری                  | ۳۲٬۰۰۰      | ۰٫۰۷٪     |
| دیگر                   | ۶۰۰٬۰۰۰     | ۱٫۳۲٪     |

| گروه زبانی      | درصد نسبت (تخمین سال ۲۰۰۸) |
| --------------- | -------------------------- |
| فارسی           | ۶۵٪                        |
| اذری آذربایجانی | ۱۶٪                        |
| کردی            | ۷٪                         |
| لری             | ۶٪                         |
| عربی            | ۲٪                         |
| بلوچی           | ۲٪                         |
| ترکمنی          | ۱٪                         |
| قشقایی          | ۱٪                         |
| دیگر            | ۱٪                         |
| کل              | ۱۰۰٪                       |